# Hagari
Hagari, Hagri, Hugri o Vedavati és un riu del sud de l'Índia format per la unió del riu Veda i el riu Avati (o Avathi).
 Neixen a les muntanyes de Baba Budan als Ghats Occidentals corrent per Karnataka i omplint els embassaments d'Ayyankere i Madagkere tanks, unint-se les dues branques a l'est de Kadur 13° 32′ N, 76° 06′ E / 13.533°N,76.100°E, prop de Pura. El riu unit duu el nom de Vedavato o Vedavathi, i corre en direcció nord-est on omple el gran embassament Mari Kanave. A l'est d'Hiriyur el riu agafa el nom d'Hagari, i gira al nord entrant a Andhra Pradesh retornant al final a Karnataka. Desaigua al riu Tungabhadra a Halekota (districte de Bellary) a 15° 43′ 20″ N, 76° 57′ 50″ E / 15.72222°N,76.96389°E, després d'un curs de 450 km. Generalment no és navegable.
A la seva riba es troba el famós temple dedicat a Shri Anjaneya a Kellodu, taluka d'Hosadurga.
El seu principal afluent és el Suvarnamukhi que se li uneix a Koodalahalli, taluka d'Hiriyur.